# 萊諾克斯代爾 (麻薩諸塞州)
萊諾克斯代爾（英語：Lenox Dale）是位於美國麻薩諸塞州伯克夏縣的一個非建制地區。

## 地理
萊諾克斯代爾所處的海拔為高於海平面292米（即958英呎），而該地所採用的時區為UTC-5，即北美东部時區（EST）。同時該地設有夏令時間，為UTC-5調快一小時，即UTC-4（EDT）。